# Formation de Hell Creek
La formation de Hell Creek est une formation géologique, célèbre pour sa richesse en fossiles et son âge stratigraphique au sommet du Crétacé supérieur. Elle montre dans sa partie sommitale la présence d'un mince niveau enrichi en iridium, enregistrement de l'événement connu sous le nom d'extinction Crétacé-Tertiaire. Son nom vient de la Hell Creek (le « ravin de l'enfer ») où elle affleure largement, près de Jordan, au Montana (États-Unis).

## Localisation

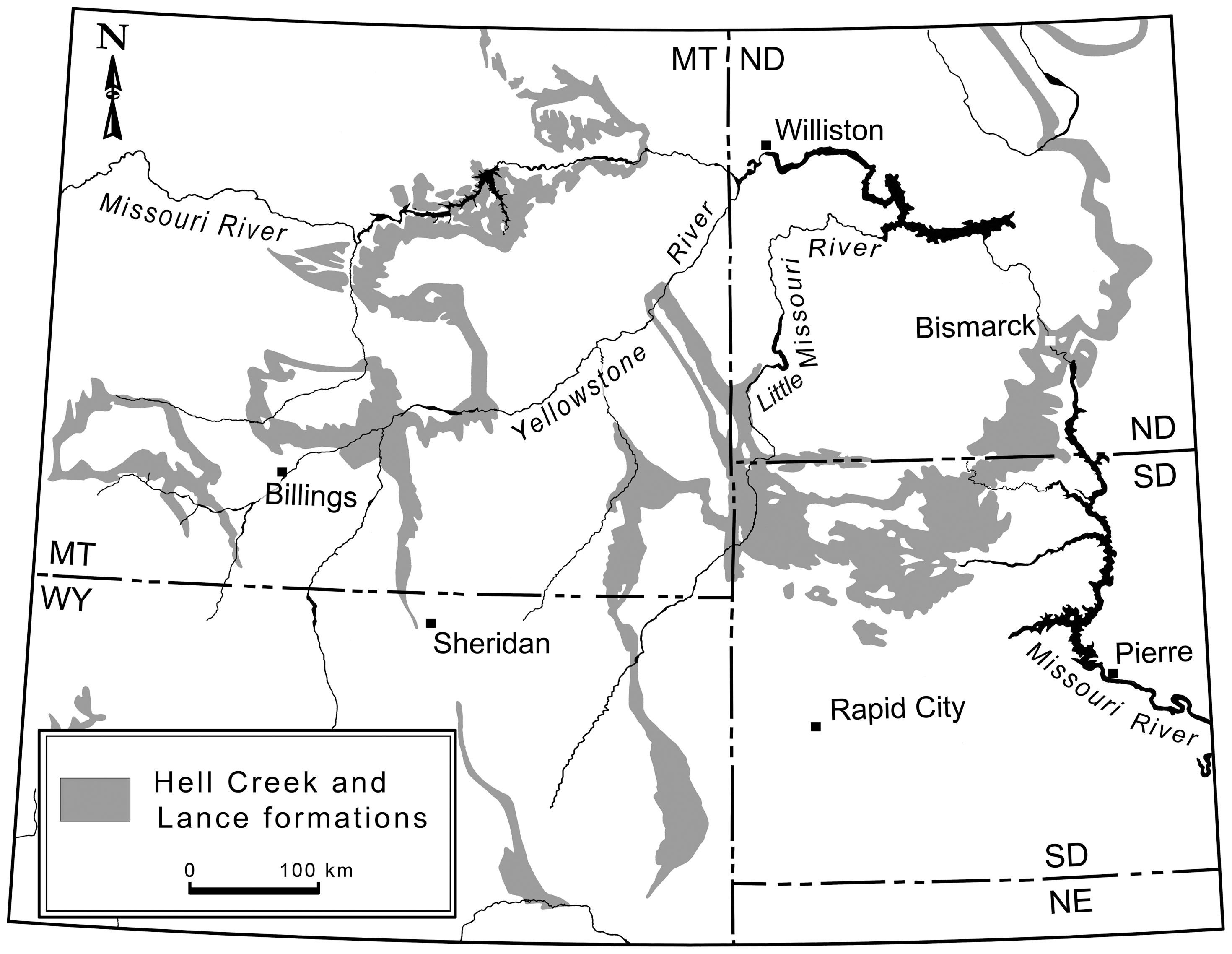
Extension actuelle en surface de la formation de Hell Creek.

La formation est située essentiellement au Montana, au Dakota du Nord, au Dakota du Sud et au Wyoming. Au Montana, la formation de Hell Creek recouvre la formation de Fox Hills et est la dernière formation du Crétacé. Le relief isolé du « pilier de Pompée » est constitué par des roches de la formation de Hell Creek.

## Géologie
Elle est formée de sédiments variés, déposés dans un milieu d'eaux douces ou saumâtres. Il s'agit de grès peu indurés, de grès argileux et d'argiles ainsi que de mudstones ; ils datent du Maastrichtien supérieur. Ils témoignent d'un paléo-environnement de cours d'eau et de deltas, aux lits fluctuants, avec de très occasionnelles tourbières, le tout situé sur la bordure occidentale de la voie maritime intérieure de l'Ouest. Le climat était doux et la présence de crocodiles suggère même un climat subtropical, sans période de froid prolongé. Le sommet de la formation de Hell Creek est marqué par un mince repère discontinu, mais bien visible, enrichi en iridium qui correspond à la limite Crétacé-Tertiaire datée de 66 ± 0,07 (millions d'années).
Au-dessus de ce niveau-repère vient la formation de Fort Union (en) constituée également de séries sédimentaires continentales et datée du Paléocène.

## Datation
La formation de Hell Creek est une formation géologique constituée de sédiments fluviatiles (grès peu indurés, grès argileux, argiles...) date de la fin du Crétacé supérieur (Maastrichtien supérieur), soit un âge environ entre 69 et 66 Ma (millions d'années). 

## Paléontologie

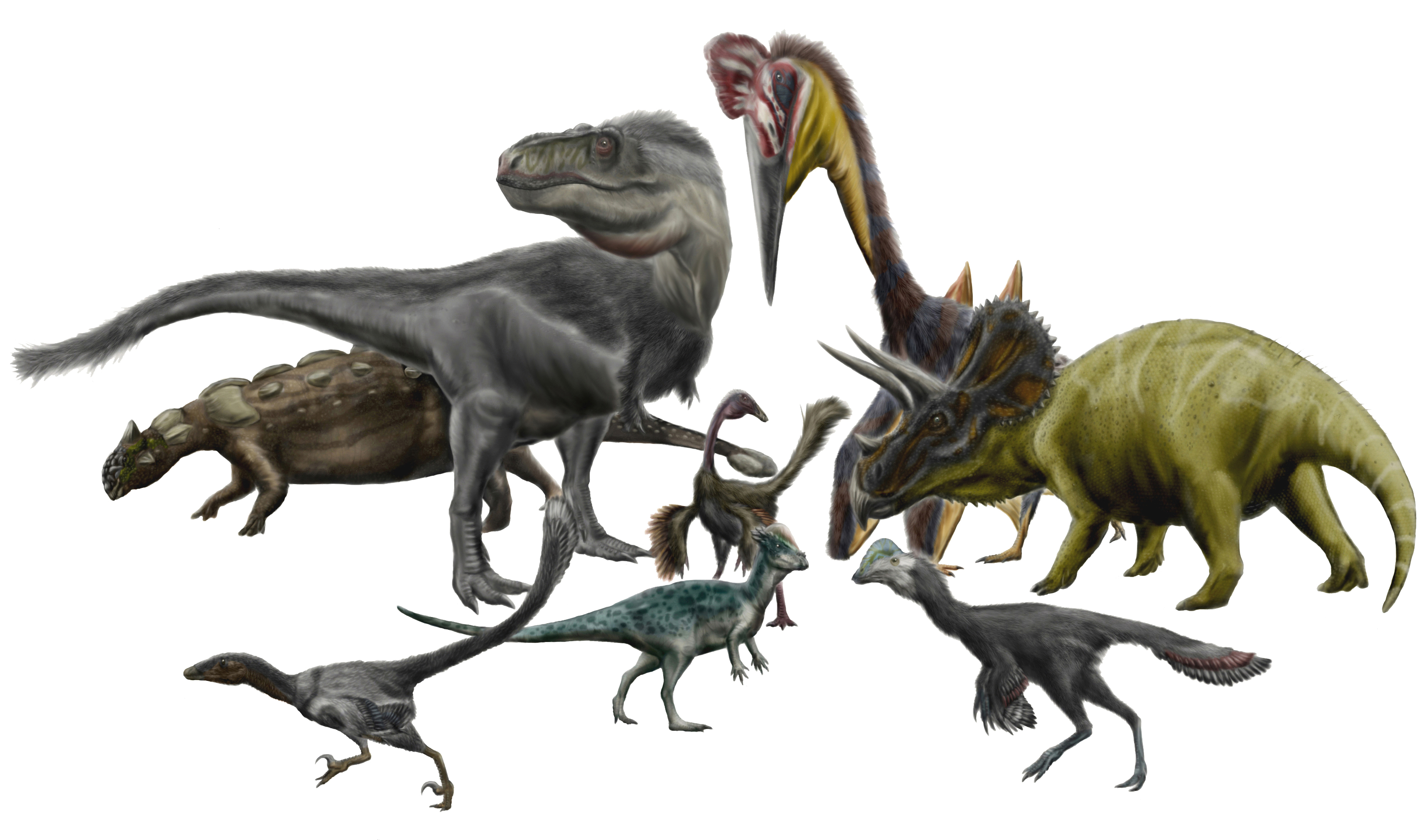
Dessin de quelques-uns des dinosaures et ptérosaures découverts dans la formation de Hell Creek.

La formation a fourni des quantités impressionnantes de fossiles d'invertébrés, de plantes, de mammifères, de poissons, de reptiles et d'amphibiens. Parmi les principaux dinosaures découverts figurent Tyrannosaurus, Triceratops et Anzu. Le dinosaure le plus complet jamais trouvé d'hadrosauridé a été récupéré en 2000 dans cette formation et sa découverte largement diffusée dans un documentaire du National Geographic diffusé en décembre 2007. Quelques oiseaux, mammifères et ptérosaures y ont été également trouvés. On y trouve aussi quelquefois des dents de requins, ce qui suggère que certains d'entre eux toléraient la vie en eau douce, comme aujourd'hui.
Des fouilles commerciales mettent sur le marché des fossiles de la région, le plus souvent des dents de dinosaures, des fragments ostéodermiques de crocodiliens et des plaques dermiques de poissons primitifs. On peut voir une sélection représentative de fossiles de la formation de Hell Creek au musée des Rocheuses, à Bozeman, au Montana.